# Françoise Duparc
Françoise Duparc (1726-1778), pintora francesa d'origen espanyol. Filla de l'escultor i arquitecte marsellès Antoine Duparc, nascuda durant l'estada d'aquest a Múrcia, on és coneguda Francisca Dupar. Va arribar a França al costat de tota la seva família el 1745, on va desenvolupar la seva tècnica sota la influència del francès Jean-Baptiste van Loo. Va viatjar per Europa fins a establir-se a Londres, on va destacar com a retratista.

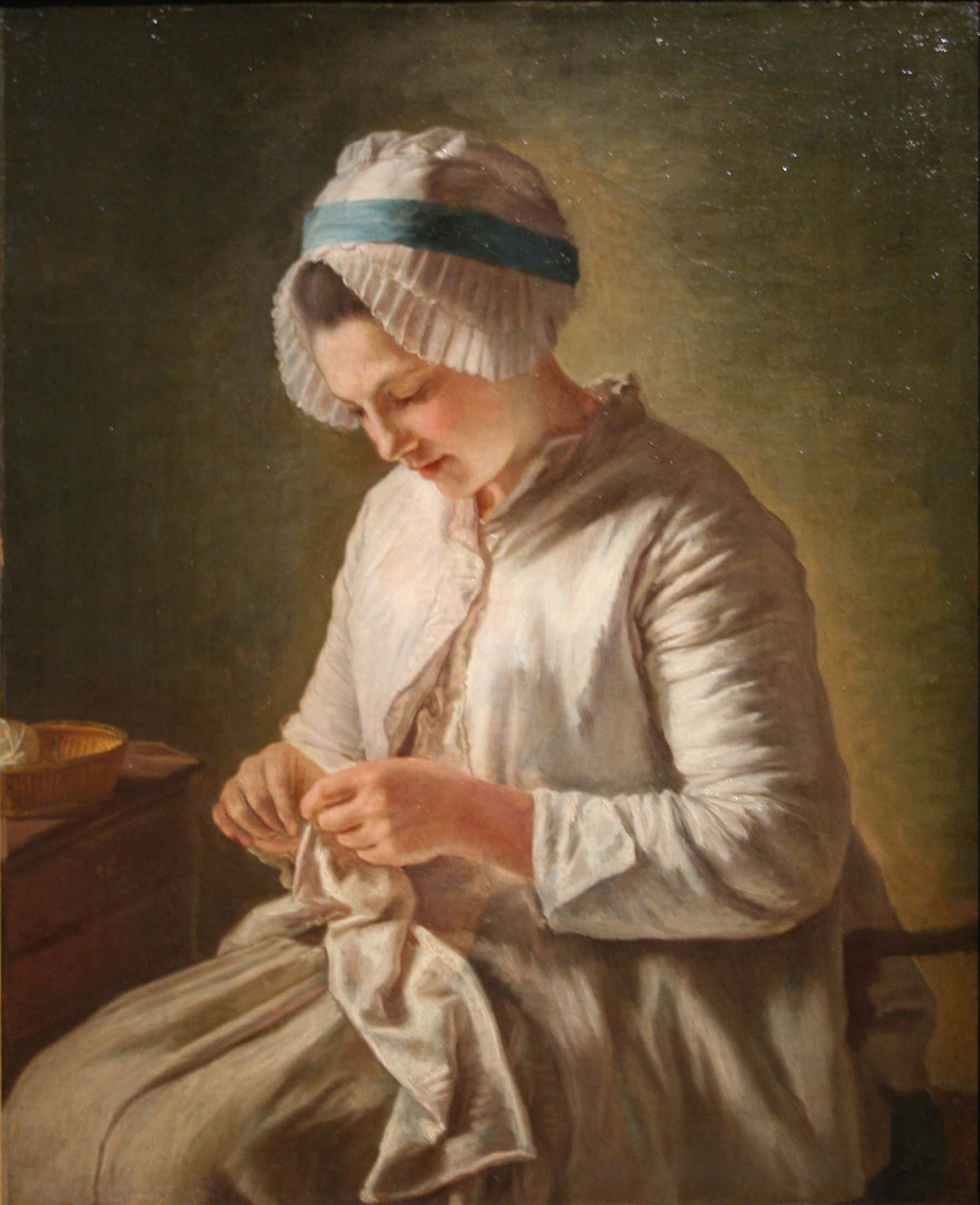
Dona cusint, 1854